# يانغ جياتشي
يانغ جياتشي (في اللغة الصينية: 杨嘉墀؛ تولد 16 يوليو 1919 - 11 يونيو 2006) مهندس طيران صيني ومتخصص في التحكم في الأقمار الصناعية والأتمتة. أحد المشاركين في تطوير أول أقمار صناعية في الصين ومطور نظام التحكم بالوضعية للأقمار الصناعية القابلة للاسترداد، حصل على وسام استحقاق قنبلتين وقمر صناعي واحد عام 1999. كان أكاديميًا في الأكاديمية الصينية للعلوم والأكاديمية الدولية للملاحة الفضائية . سمي الكويكب 11637 Yangjiachi باسمه.

## النشأة والتعليم
ولد يانغ في 16 يوليو 1919 في مدينة زنزن في مقاطعة وجيانغ، جيانغسو ، جمهورية الصين.    بعد تخرجه من جامعة شنغهاي جياو تونغ في يوليو 1941 بدرجة البكالوريوس في الهندسة الكهربائية ، تابع دراساته العليا في جامعة هارفارد بالولايات المتحدة، وحصل على ماجستير في عام 1947 ودكتوراه في عام 1949. 

## المسار المهني
بعد حصوله على درجة الدكتوراه، عمل يانغ في الولايات المتحدة لمدة سبع سنوات، في البداية كعالم أبحاث في جامعة بنسلفانيا ولاحقًا كمهندس أول في جامعة روكفلر . 
في عام 1956 ، عاد يانغ إلى الصين وعمل باحثًا في معهد الأتمتة التابع للأكاديمية الصينية للعلوم .  في عام 1968 ، تم نقله إلى الأكاديمية الصينية لتكنولوجيا الفضاء للمشاركة في تطوير أول أقمار صناعية في الصين.   كانت أهم مساهماته هي تطوير التثبيت ثلاثي المحاور لأنظمة التحكم في الموقف للأقمار الصناعية القابلة للاسترداد،   كما طور أنظمة التحكم للصواريخ واختبارات الأسلحة النووية .   انتخب مندوباً في المؤتمرات الشعبية الوطنية الثالثة والرابعة والخامسة. 
في مارس 1986 ، كتب يانغ وثلاثة علماء بارزين آخرين - وانغ داهينغ ، ووانغ غانتشانغ، وتشين فانغيون - رسالة إلى دنغ شياو بينغ يدعو فيها إلى تطوير التقنيات الإستراتيجية.  قبل دينغ اقتراحهم، الذي أدى إلى ولادة برنامج 863 المؤثر، الذي سمي تيمنا بتاريخ رسالتهم المرسلة إلى دنغ شياو بينغ. 
توفي يانغ في بكين في 11 يونيو 2006 عن عمر يناهز 86 عامًا. دفن في مقبرة بابوشان الثورية . 

## التكريم والتقدير
تم انتخاب يانغ كأكاديمي في الأكاديمية الصينية للعلوم في عام 1980 ، والأكاديمية الدولية للملاحة الفضائية في عام 1985. مُنح الجائزة الخاصة لجائزة الدولة للتقدم العلمي والتكنولوجي (1985) ، وجائزة تان كاه كي في علوم المعلومات (1995) ، وجائزة هو ليونغ هو لي للعلوم التكنولوجية (1999) ، و وسام استحقاق قنبلتان، قمر صناعي واحد (1999).   
سمي الكويكب 11637 Yangjiachi ، الذي اكتشفه برنامج الكويكب شميدت CCD في بكين عام 1996 ، باسمه. 

## روابط خارجية
- صفحة تذكارية ليانغ جياتشي باللغة الصينية